# サスペンションルール
サスペンションルール（英語:Suspension of the rules）とは、アメリカ合衆国議会で採用される議会ルールのひとつである。通常は容認できない手法であるため、現行規則や法律の適用などを回避するもので、審議している委員会などの動議によって適用される。このような手法が用いられるのは迅速な採決である。そのため動議には3分の2以上の賛成を必要とする厳しい条件が課せられている。

## アメリカ合衆国下院
サスペンションルールは、基本的な可決手続きを飛ばして迅速に可決させるために用いられる手法である。英語版によれば"Suspension of the rules is a procedure generally used to quickly pass non-controversial bills"（通常、議論の必要のない議案をすばやく可決するのに用いられる手法である）としている。
サスペンションルール適用の動議は毎週月曜日と火曜日と会期末（ただしアメリカの議会は通年開催のため年度末の意味）に、下院の委員会から下院議長に送られるのが通例である。この動議が提出された決議案に対し、下院議長は通常の議会運営手法から適用除外される。討論は40分までに制限され、基本的には決議案の大規模な修正を申し出ることは許されない。なお、40分のうち賛成演説は20分、反対演説は20分までと制限されている。またサスペンションルール動議が適用された法案もしくは議案は、たとえ少数の出席者であっても出席した議員の3分の2が賛成された場合には可決される(RDF)'。
サスペンションルールが適用される決議案や法案は、賛成反対とも議論を制限されるため、アメリカ合衆国郵便公社や連邦政府の施設の命名法案などのように、論争になりにくい決議案が多い。共和党・民主党の二大政党の議員が超党派で賛同するような議案に適用される。通常は反対意見が出ないため、本会議決議であっても大多数の議員が会議に出席しない。そのため、反対する議員の出席が無く、賛成派議員のみ数人が出席する場合には、20分以内に投票ではなく声による反対意見がないことの確認によって全会一致で可決される。
ただし対イラン制裁強化法（2006年4月26日可決）のようにサスペンションルールが適用されて可決が確実であっても、反対議員が存在する場合には投票となりほぼ全議員が参加する例外もある（前述の法案では賛成397、反対21であった）。そのため迅速な採決のために取り入れられた運営方法であるといえる。

## アメリカ合衆国上院
上院規則XVIでは、予算案に一般法を提案し改正する事を禁止している。そのため議事進行上の問題によって改正させないようにするため、上院議員が提案を停止させるために用いられる。この停止命令を3分の2の大多数の賛同を必要とする。しかしながら、このような事態はめったに発生する事はない。また、これは予算案を撤回するものではない。